# Pattimura

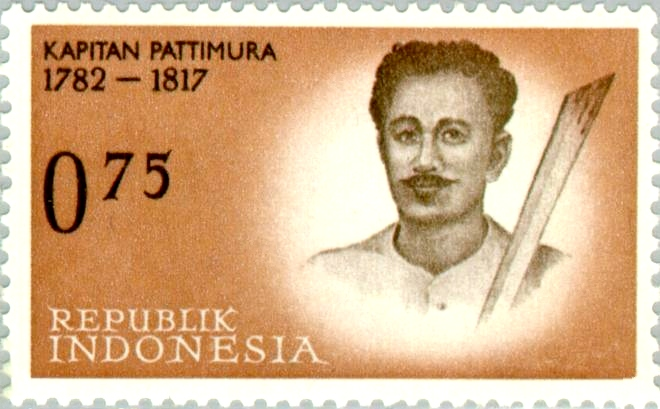
Pattimura auf einer Briefmarke

Thomas Matulessy (* 8. Juni 1783 in Saparua, Molukken; † 16. Dezember 1817 in Ambon), besser bekannt als Pattimura, war ein ambonesischer Freiheitskämpfer und ein Nationalheld Indonesiens von den Molukken.

## Leben
Thomas Matulessy, Spitzname Pattimura, wurde am 8. Juni 1783 als Sohn von Frans Matulessia und Fransina Tilahoi auf Saparua auf den Molukken im damaligen Niederländisch-Indien geboren. Während der Napoleonischen Kriege wurden die Niederlande von Frankreich besetzt und die Briten nutzten dies aus, um die Molukken 1810 zu erobern. Pattimura erhielt von den Briten eine militärische Ausbildung und stieg während dieser Zeit bis zum Sergeant Major auf. Nachdem die Briten die Molukken aufgrund des Britisch-Niederländischen Vertrages von 1814 an die Niederländer zurückgeben mussten, verlor Pattimura seine militärische Stellung und musste in seine Heimatstadt zurückkehren.
Aufgrund von Gerüchten, dass unter der erneuten niederländischen Führung der Einfluss der protestantischen molukkischen Institutionen sinken könnte, startete auf der Insel Saparua eine Rebellion unter der Führung Pattimuras. Pattimura und seine Rebellenarmee konnten gegen die Kolonialherren auf die Unterstützung der Einheimischen bauen, die den Niederländern ebenfalls kritisch gegenüberstanden. Am 16. Mai 1817 eroberte Pattimuras Befreiungsarmee Fort Duursteede und tötete alle Soldaten sowie den niederländischen Vorsteher und dessen Familie. Nur der jüngste Sohn der Familie wurde verschont. Daraufhin sandten die Niederländer Verstärkung aus Batavia und konnten nach einigen Gefechten die Kontrolle über die Insel zurückerlangen. Pattimura wurde von König Pati Akoon des südlichen Inselteils Booi verraten und am 11. November 1817 von den Niederländern im Norden Saparuas gefangen genommen. Am 16. Dezember 1817 wurde Pattimura mit drei seiner Gefährten in Ambon hingerichtet.

## Vermächtnis
Pattimura und seine Kämpfe gegen die niederländischen Kolonialherren dienten den Molukken als Symbol im Kampf für die Unabhängigkeit, insbesondere in der kurzlebigen Republik Maluku Selatan. Auch der erste Präsident Indonesiens Sukarno griff diese Symbolik auf und nannte Pattimura einen großartigen Patrioten. Unter dem zweiten Präsidenten Suharto wurde Pattimura 1973 als Nationalheld Indonesiens ausgezeichnet.
Auf der Insel Ambon sind sowohl der internationale Flughafen Pattimura als auch die Pattimura-Universität nach ihm benannt. Im Stadtzentrum Ambons steht auf dem Merdeka-Platz das Pattimura-Monument. Nach ihm benannte Straßen finden sich in fast allen Großstädten Indonesiens.